# Etrema alphonsiana
Etrema alphonsiana is een slakkensoort uit de familie van de Clathurellidae. De wetenschappelijke naam van de soort is voor het eerst geldig gepubliceerd in 1896 door Hervier.